# Weldon, Illinois
Weldon är en by i DeWitt County i den amerikanska delstaten Illinois med en yta av 1 km² och en folkmängd, som uppgår till 440 invånare (2000).